# Финляндский драгунский полк (1806)
Финляндский драгунский полк — кавалерийская воинская часть Русской императорской армии, сформированная в 1806 году и упразднённая в 1860 году.

## История полка

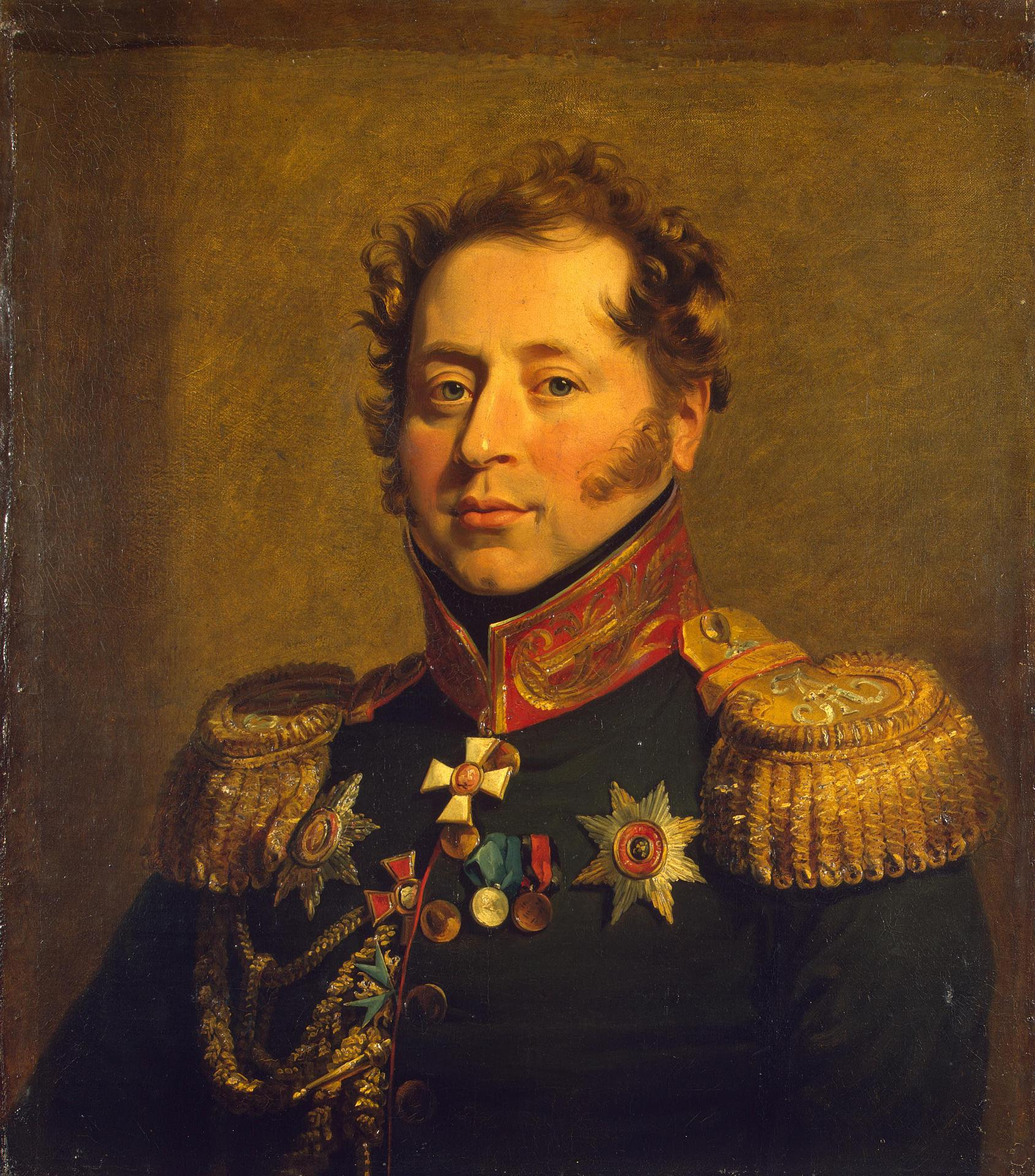
Николай Михайлович Бороздин, первый шеф полка

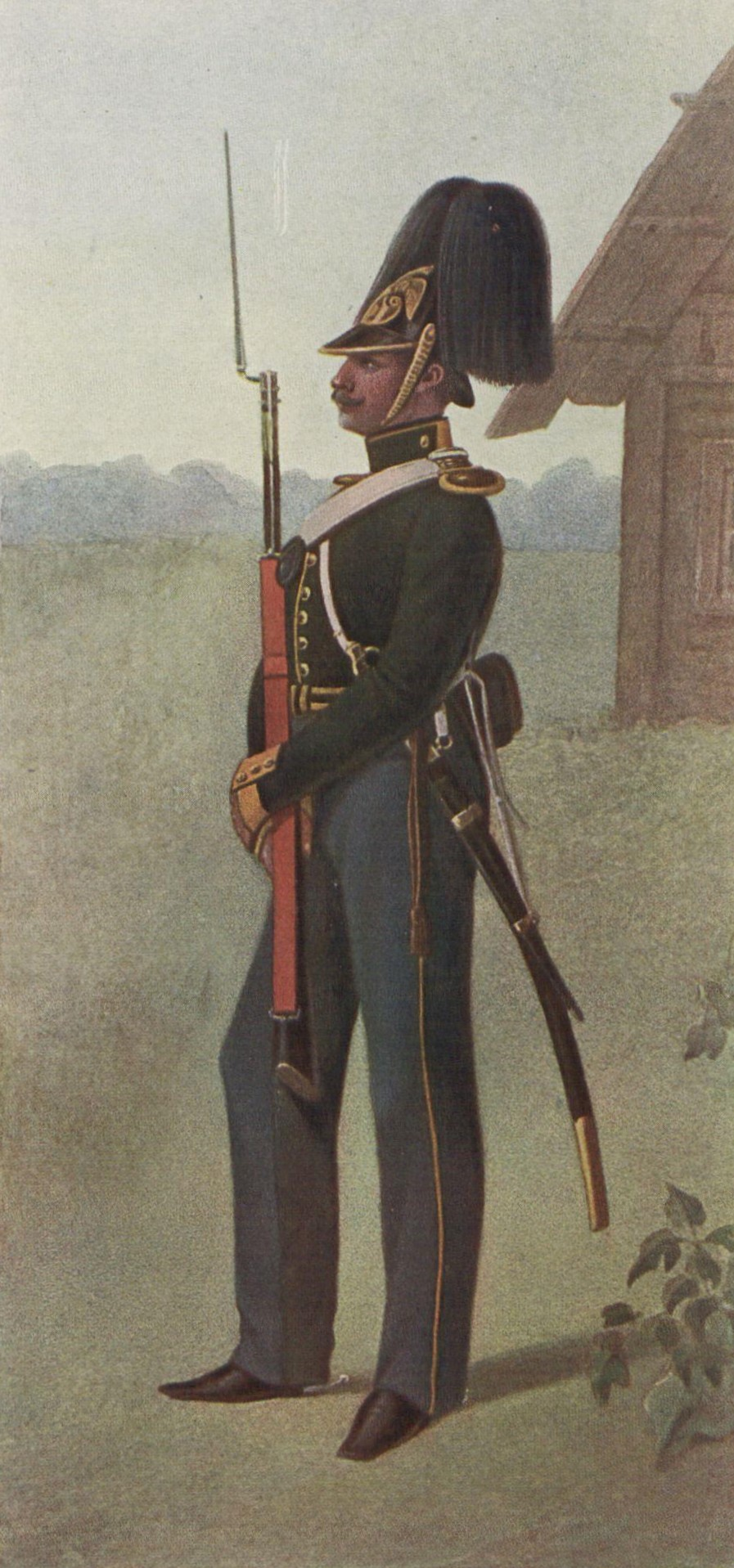
Рядовой Финляндского драгунского полка
(1844—1854)

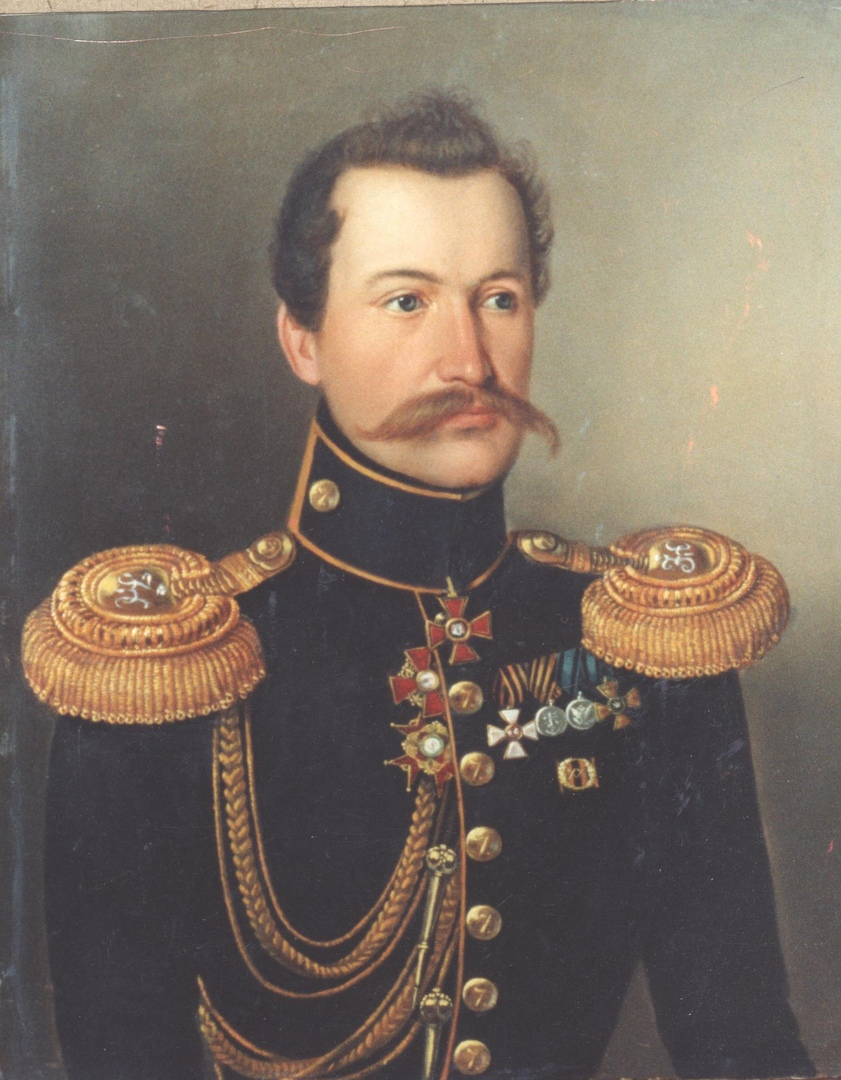
Командир полка Александр Иванович Бреверн в полковой форме

4 июня 1806 года вышел Высочайший указ о формировании новых драгунских полков.
13 июня 1806 года флигель-адъютантом полковником Н. М. Бороздиным в местечке Усвяте Белорусской (Витебская губерния) из эскадронов, выделенных по одному от лейб-кирасирского Его Величества, Каргопольского, Рижского и Казанского и полуэскадрона Лифляндского драгунских полков, дополненных рекрутами, сформирован Финляндский драгунский полк в составе 5 эскадронов и запасного полуэскадрона (1063 офицеров и нижних чинов, 899 строевых лошадей).
8 ноября 1810 года запасный полуэскадрон упразднен. Полк приведён в состав 1018 человек и 927 строевых лошадей.
12 октября 1811 года выделены офицеры и нижние чины на формирование Астраханского кирасирского полка.
27 декабря 1812 года полк приведен в состав 6 действующих и одного запасного эскадронов (1639 человек и 1254 строевых лошади).
20 декабря 1828 года на гербы и пуговицы присвоен № 8.
18 октября 1829 года вместо запасного эскадрона образован пеший резерв. Полк приведён в состав 1394 человек и 817 строевых лошадей.
21 марта 1833 года к полку присоединены 3-й, 4-й и 6-й эскадроны и пеший резерв расформированного Тираспольского конно-егерского полка и половина пешего резерва Волынского уланского полка; полк приведён в состав 9 действующих и одного запасного эскадронов и одной нестроевой роты (2260 человек и 1369 строевых лошадей).
9 января 1834 года на гербы и пуговицы присвоен № 7.
30 августа 1834 года для полка учреждён в запасных войсках запасный полуэскадрон № 51-й.
23 марта 1835 года резервный эскадрон упразднён. К полку причислен, с переименованием в резервный, 3-й эскадрон Кирасирского Его Императорского Высочества Великого Князя Михаила Павловича полка.
4 апреля 1836 года запасному полуэскадрону присвоен № 46-й.
23 декабря 1841 года резервный эскадрон упразднен.
25 января 1842 года приказано иметь для полка в запасных войсках из бессрочноотпускных нижних чинов запасный и резервный эскадроны.
18 декабря 1848 года от полка учреждены резервный и запасный кадры, в составе 2 обер-офицеров, 4 унтер-офицеров и 16 рядовых.
9 февраля 1849 года в резервном и запасном эскадронах приказано иметь по 213 нижних чинов и рекрутов.
27 октября 1852 года учреждён кадр для второго резервного эскадрона.
26 июня 1856 года полк по новому штату приказано привести в состав 8 действующих и 2 резервных эскадронов.
18 сентября 1856 года 5, 6, 7, 8 и 10-й эскадроны выделены на формирование нового Арзамасского драгунского полка. Финляндский драгунский полк приведён в состав 4 действующих и 2 резервных эскадронов; на гербы и пуговицы присвоен № 13.
27 мая 1860 года к Финляндскому драгунскому полку присоединён штандартный взвод Кирасирского Военного Ордена кадрового полка.
Образованный после слияния полк 14 июня 1860 года назван Драгунским Военного Ордена полком и считался продолжателем истории Кирасирского Военного Ордена полка.

## Боевые действия
В 1807 году Финляндский драгунский полк участвовал в кампании против Франции. 1 декабря 1806 года полк прибыл в Остроленку в составе корпуса графа Буксгевдена и занял квартиры в местечке Щучине. 27 января 1807 года принял участие в сражении при Прейсиш-Эйлау, 29 мая — в сражении при Гейльберге, а 2 июня — в сражении при Фридланде.
В 1808 году полк участвовал в войне против Швеции.
9 февраля 1808 года в составе войск графа Буксгевдена полк перешёл русско-шведскую границу при Аборфорсе и участвовал в занятии Ловизы, 5 марта — в авангардном деле при селении Ульфсби, после чего прибыл к деревне Гельзинг-кирка. 26 апреля участвовал в покорении Свеаборга. 9 августа 1808 года принял участие в деле от Карстулы до деревни Метенен, 28 августа выдвинулся к Таммерфорсу, а к 1 октября сосредоточился у деревни Хейнолы.
Во время Отечественной войны 1812 года полк 20 августа был послан на освобождение Риги.
В Заграничном походе Русской армии 1813 года состоял в составе отряда Чернышева, 25 июня 1813 года участвовал в сражении при Денневице.
В январе 1831 года полк в составе 2-й драгунской дивизии направлен на усмирение польского восстания. 19 февраля 1831 года участвовал в деле у Курова, 27 февраля — в атаке у Винявы, 6 апреля — в бою у Владимира-Волынского.
В ходе Крымской войны 9 апреля 1855 года полк прибыл в Симферополь для подкрепления Крымской армии. С мая 1855 года состоял в общем резерве. 4 августа 1855 года участвовал в сражении на р. Чёрной.

## Шефы полка
- 17.08.1806 — 12.10.1811 — флигель-адъютант полковник (с 24.05.1807 — генерал-майор) Бороздин, Николай Михайлович
- 28.10.1811 — 01.09.1814 — полковник (с 1.07.1813 — генерал-майор) Древич, Фёдор Иванович
- 22.09.1814 — 22.06.1815 — полковник Гундерштруп, Карл Иванович

## Командиры
- 01.01.1807 — 15.02.1809 — подполковник (с 12.12.1807 — полковник) Науэндорф, Евстафий Виллимович
- 21.12.1810 — 28.10.1811 — подполковник Древич, Фёдор Иванович
- 22.07.1815 — 22.01.1818 — полковник Гундерштруп, Карл Иванович
- 22.01.1818 — 12.02.1823 — полковник Рашанович, Павел Николаевич
- 28.03.1823 — 06.12.1827 — полковник барон фон дер Остен-Сакен, Станислав Карлович
- 06.12.1827 — 30.04.1830 — полковник барон Фридерикс, Фёдор Андреевич
- 05.06.1830 — 02.02.1834 — полковник Дмитриев, Михаил Дмитриевич
- 02.02.1834 — 24.01.1839 — полковник Зеленский, Франц Иванович
- 24.01.1839 — 11.04.1843 — флигель-адъютант полковник Бреверн, Александр Иванович
- 16.05.1843 — 06.10.1850 — полковник (с 3.04.1849 — генерал-майор) Кульнев, Яков Николаевич
- 06.12.1850 — 27.06.1856 — полковник Ордин, Андрей Егорович
- 20.07.1856 — 27.05.1860 — полковник Щепотьев, Пётр Александрович (после слияния с Кирасирским Военного Ордена полком — командир новообразованного полка)

## Знаки отличия
30 ноября 1807 года Финляндскому драгунскому полку пожалованы по числу эскадронов 1 белый и 4 зелёных (штофных) штандарта. На белом штандарте овалы по углам зелёные, а на зелёных — белые. Древки зелёные с золотыми желобами; орлы, вензеля, венки, сияния и бахрома — золотые; в верхнем (дальнем от древка) углу — крест с сиянием.
6 декабря 1811 года пожалованы литавры.
4 ноября 1814 года в полку повелено оставить по числу дивизионов 3 цветных штандарта, остальные штандарты сдать на хранение.
5 апреля 1834 года новосформированному из эскадронов расформированного Тираспольского конно-егерского полка 4-му дивизиону пожалован простой штандарт без надписи.